# Robert Henryson
Robert Henryson var en skotsk poet under 1400-talet.
Henryson var skolmästare i Dunfermlin, och en av de stora skotska Chaucerefterföljarna. Han skrev det berättande poemet Testament of Creseide som fortsättning på Chaucers Troilus and Criseyde och åstadkom därmed ett av århundradets största poem på engelska. Ett antal bevarade lyriska och satiriska poem av hans hand äger också anmärkningsvärd förtjänst.